# Jüdischer Friedhof (Lauenstein)

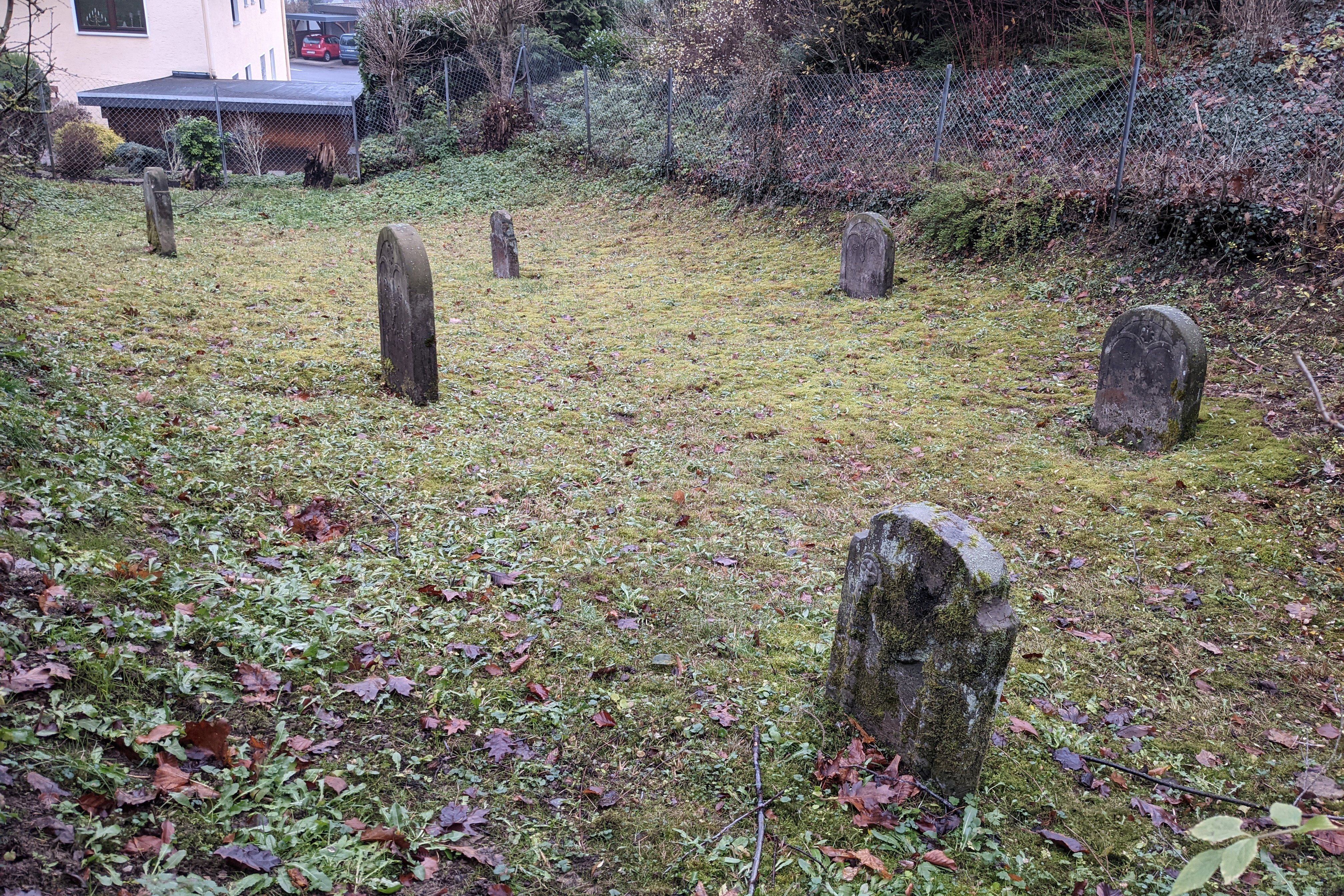
Der jüdische Friedhof in Lauenstein (2020)

Der jüdische Friedhof im Ortsteil Lauenstein der Gemeinde Salzhemmendorf im niedersächsischen Landkreis Hameln-Pyrmont ist ein geschütztes Kulturdenkmal.
Der Friedhof liegt Am Knickbrink in der Nähe der Wallstraße. Auf ihm befinden sich sechs Grabsteine. Der älteste Stein stammt aus dem Jahr 1857, der jüngste aus dem Jahr 1906.

## Geschichte
Der Friedhof wurde 1787 angelegt. Die letzte Beerdigung fand im Jahr 1900 statt. Im Jahr 1938 wurde der Friedhof abgeräumt. Nach dem Zweiten Weltkrieg wurden die noch vorhandenen sechs Grabsteine wieder aufgestellt.